# Тровање салицилатима
Тровање салицилатима један је од честих узрок тровања код деце и адолесцената,  након ненамерног и/или самоубилачког гутања аналгетика који садрже аспирин, који се налазе у готово сваком домаћинств.
Како су салицилати све свеприсутнији агенси који се налазе у стотинама лекова који се издају без рецепта  или у бројним лековима који се издају на рецепт, што свакако утиче на то да је тровање салицилатима важан узроко морбидитета и смртности.

## Основне информације
Салицилати се користе као аналгетици за лечење благог до умереног бола. Аспирин се користи као антипиретик и као антиинфламаторно средство за лечење упале меких ткива и зглобова и васкулитиса као што су акутна реуматска грозница и Кавасакијева болест. Аспирин се такође користи за лечење акутног коронарног синдрома. Ниске дозе аспирина помажу и у спречавању тромбозе.
Ацетилсалицилна киселина је безбојна или беласупстанца у кристалном облику, праху или гранулама, без мириса и растворљива је у води. Салицилат је доступан за гутање у облику таблета, капсула и течности. Салицилат је такође доступан за локалну примену, у кремама или лосионима.
Како препарат Percy medicine садржи бизмут субсалицилат као активни састојак који ублажава опстипацију, пријављен је случај тровања салицилатима код новорођенчади услед употребе овог лека за ублажавање грчева код деце. Како је Percy medicine  доступан без рецепта, а родитељи нису довољно едуковани да производ садрже салицилате,  рутински се не препоручују употреба оовог препарата код деце узраста 1 године или млађој.
У Северној Америци расте распрострањеност алтернативних лекова и популарност биљака и формула традиционалне медицине. Многи од ових лекова могу да садрже салицилат. Стога, треба узети у обзир тровање салицилатима када је укључена употреба локалних биљних лековито уље.

## Епидемиологија
Иако је на глобалном нивоу инциденција тровања салицилатима код деце опала због ослањања на алтернативне аналгетике и употребу бочица отпорних на децу. То је смањило доступност деце смртоносним количинама, а повезаност салицилата са Рејевим синдром значајно је смањило и његову употребу.
Ипак, годишње се само у Сједињеним Америчким Државама конзумира више од 10.000 тона аспирина. Аспирин или препарати еквивалентни аспирину (у милиграмима) укључују аспирин за децу (таблете од 80 мг са 36 таблета по бочици), аспирин за одрасле (таблете од 325 мг), метил салицилат (нпр. уље зимзелена са 98% салицилата) и Пепто-Бизмол (236 мг неаспирин салицилата на 15 мЛ).
Гутање локалних производа који садрже салицилате може изазвати озбиљну токсичност салицилата. Према објављеним изворима, једна кашичица 98% метил салицилата садржи чак 7.000 мг салицилата, што је еквивалент скоро 90 аспирина за бебе и више од 4 пута већа од потенцијално токсичне дозе за дете које има 10 кг.
Токсичност салицилата је пријављена при локалној употреби гелова за зубе који садрже салицилате код новорођенчади. На основу прегледа литературе, Грин и сарадници су проценили дозвољени дневни унос метил салицилата на 11 мг/кг/дан.

### Демографија у вези са узрастом
Генерално, степен токсичности је тежи код старијих особа и одојчади, као и код особа са коегзистирајућим морбидитетом или хроничном интоксикацијом.
Поремећаји киселинске базе варирају у зависности од старости и тежине интоксикације. Одојчад ретко има чисту респираторну алкалозу, која се можда неће развити код новорођенчета или може бити краткотрајна. Најчешћа манифестација код детета је метаболичка ацидоза.
Свеобухватан преглед постојеће медицинске литературе о тровању метил салицилатом је утврдио да је то релативно чест извор ненамерних тровања у педијатрији.  Код млађе деце, већина ових излагања је случајна. У студији од 599 случајева изложености салицилатима код деце млађе од 6 година, већина деце са знацима токсичности салицилата (метаболичка ацидоза, тахипнеја) била је изложена течним препаратима. Намерно гутање салицилата је много чешће код адолесцената.